# Hlîboke, Mirhorod
Hlîboke (în ucraineană Глибоке) este un sat în comuna Dibrivka din raionul Mirhorod, regiunea Poltava, Ucraina.

## Demografie
Componența lingvistică a localității Hlîboke
     Ucraineană (97,1%)
     Rusă (2,9%)
Conform recensământului din 2001, majoritatea populației localității Hlîboke era vorbitoare de ucraineană (97,1%), existând în minoritate și vorbitori de rusă (2,9%).